# 27121 Joardar
27121 Joardar è un asteroide della fascia principale. Scoperto nel 1998, presenta un'orbita caratterizzata da un semiasse maggiore pari a 2,3775822 UA e da un'eccentricità di 0,0275825, inclinata di 1,57567° rispetto all'eclittica.